# Ferriera (Buttigliera Alta)
Ferriera è una frazione del comune italiano di Buttigliera Alta, nella città metropolitana di Torino, in Piemonte.
Dista circa 2 km dal capoluogo comunale e sorge a 340 metri sul livello del mare.

## Storia
La fondazione di Ferriera avvenne nel corso dell'anno 1891, per opera di una famiglia di imprenditori francesi, i Vandel, emigrati nella zona già allora chiave di cerniera tra la fine dalla valle alpina di Susa e l'inizio dell'area metropolitana torinese.
Gli eventi qui riassunti, sono accaduti in un frangente storico molto differente dall'attuale: l'Italia, da 30 anni, si è
unificata e regna Umberto I. All'epoca, Ferriera, chiamata con il toponimo "Calatti", era un'area di campagna: una vasta pianura, stretta tra il fiume Dora Riparia e la neonata ferrovia del Frejus. Le motivazioni che spinsero Julien Vandel a scegliere la zona più settentrionale del territorio comunale di Buttigliera Alta, 350 chilometri da Jougne furono: la vicinanza alla Francia, ben collegata dalla strada del Moncenisio e dalla ferrovia del Frejus, e la vicinanza alla Dora,
fonte di energia idraulica. I Vandel volevano accrescere il
loro mercato italiano e a Jougne non erano riusciti a ottenere un collegamento diretto con la ferrovia Parigi-Lione. Julien si interessò subito alla struttura del Mulino, perché all'edificio era legata la concessione di captazione dell'acqua dalla Dora. Contattò quindi il gestore dell'epoca, il mugnaio Domenico Goffi (i Goffi avevano acquisito dai Carron il mulino e il diritto di captazione appena dieci anni prima, nel 1880), e si accordò per la vendita, avvenuta il 25 aprile 1891. Forte
del diritto di captazione delle acque della Dora, Julien iniziò a far scavare un nuovo canale, che avrebbe fornito energia alle macchine del futuro stabilimento. Nel frattempo, prese i contatti con la famiglia Carron, rappresentata dalla contessa Clementina, per acquistare i terreni su cui costruire la fabbrica e un villaggio per le maestranze. Clementina Carron, secondo lo spirito che la contraddistingueva, comprese subito l'importanza dell'arrivo di un sito produttivo per le popolazioni dei dintorni: occupazione e crescita economica.
E così, il 19 maggio 1891 Julien Vandel firmò l'atto notarile che gli concesse l'appezzamento tra il canale del Mulino, la ferrovia, Cascinetta e Casa Tabone. Iniziò dunque la costruzione dello stabilimento, a nord della strada del Moncenisio, che inizialmente produceva chiodi per scarpe, punteria e fil di ferro. Le macchine erano alimentate da tre turbine ad acqua. Sempre a nord dell'attuale corso Susa, adiacente al sito produttivo, c'erano la direzione dell'azienda, gli uffici e uno
spaccio con forno per il pane. A sud della strada del Moncenisio, Vandel realizzò invece la parte residenziale di Ferriera: un villaggio per ospitare tutte le maestranze necessarie al funzionamento dell'azienda. Furono costruite la villa per
la famiglia Vandel e sei case per gli operai, a cavallo dell'attuale via Ferdinando Gatta. Tutto era pronto per accendere
i motori e, a fine 1891, dalla Francia, arrivò una colonia di quasi 400 immigrati tra operai, impiegati, panettieri, domestici, sorveglianti, muratori, falegnami, meccanici, cuochi,
magazzinieri, carpentieri. A questi, si aggiunse una ventina di Italiani.
Il primo nucleo di Ferriera era formato quindi da 401 persone, suddivise in 92 famiglie di cui 83 francesi e 9 italiane.

## Monumenti e luoghi d'interesse

### Chiesa del Sacro Cuore di Gesù
La chiesa parrocchiale di Ferriera è dedicata al Sacro Cuore di Gesù, e si trova in via Gatta. I lavori di costruzione della chiesa ebbero inizio nel 1903 e si conclusero nel 1919; l'edificio di culto fu voluto dalla marchesa Clementina Carron di Briançon e venne co-finanziato dallo stabilimento FIAT "Ferriere piemontesi". È sede di parrocchia dal 15 settembre 1968.

### Abbazia di Sant'Antonio di Ranverso
L'Abbazia di Sant'Antonio di Ranverso dista circa 1.5 km da Ferriera ed è facilmente raggiungibile a piedi grazie alla strada ciclopedonale che collega Ferriera al complesso medievale.

## Cultura

### Istruzione
A Ferriera sono presenti le scuole elementari e medie. L'edificio scolastico, terminato nel 2015, è situato in via dei Comuni; prima di quella data, la sede si trovava in via Capoluogo.

### Eventi
Ogni anno, a settembre, si svolge il palio di Ferriera, dove i cinque rioni in cui è suddiviso il paese si sfidano per il titolo. I rioni sono:
- Ca di Francaises (colore giallo)
- Caval Gris (colore blu)
- Mulino (colore arancione)
- Scuola (colore rosso)
- Torre (colore verde)

## Infrastrutture e trasporti

### Stazione ferroviaria
Dal 2024 sono iniziati i lavori per la costruzione della nuova fermata ferroviaria Buttigliera Alta-Ferriera nella ferrovia del Frejus, che sarà posizionata all'inizio del paese (a confine con il comune di Avigliana) facendo sì che Buttigliera Alta e la sua frazione, Ferriera appunto, siano collegate più facilmente ai comuni della cintura ovest della città metropolitana di Torino e all'alta Val di Susa. RFI ha assegnato l’appalto, per un valore di 13,5 milioni di euro, per la realizzazione dei due interventi principali: la nuova fermata ferroviaria, con tutti i comfort necessari e che completano l'intera struttura (scale, ascensori, banchina di 250 metri, un posteggio di interscambio da 360 posti auto, bike-box da cento posti, quattro stalli per bus, colonnine per ricaricare veicoli elettrici, ecc.) e il nuovo sottopasso di via della Torre.